# Unternehmen Užice
Das Unternehmen Užice vom 27. September bis 29. November 1941 war die erste Operation der Wehrmacht zur Niederschlagung der Aufstände im besetzten Königreich Jugoslawien. In der jugoslawischen Geschichtsschreibung ist das Unternehmen ein wichtiger Teil der ersten feindlichen Offensive.

## Vorgeschichte
Zur Zeit der Besetzung Jugoslawiens durch die Achsenmächte im Jahr 1941, begannen sich kommunistische jugoslawische Partisanen unter der Führung von Josip Broz Tito zu formieren. Sie organisierten einen großangelegten Aufstand in der Region zwischen den Städten Šabac und Užice und in der Gegend um Krupanj. Am 7. Juli 1941 begann der Aufstand mit einer Einzelaktion von Žikica Jovanović Španac. Die leicht zu verteidigende geographische Lage des Gebiets und die erfolgreich ausgeführte Tat begünstigten erstmals die Entstehung von befreiten und unabhängigen Republiken, welche von Partisanen regiert und kontrolliert wurden. Die erste wurde als Republik Užice bekannt.
Die deutschen Besatzungstruppen erachteten die Truppenstärke der Achsenmächte in diesem Gebiet für zu gering, um den Aufstand niederschlagen zu können. Dementsprechend informierte das Militärkommando in Serbien das Oberkommando der Wehrmacht. Da die Tschetniks die Partisanen nicht unterstützen, befürchtete das OKW keine Ausweitung der Aufstände und schickte zunächst keine Verstärkung. Als am 27. August die Unruhen und Aufstände bedrohlicher wurden und sich auszubreiten begannen, baten die Truppen vor Ort um Unterstützung von serbischen Kollaborateuren. Diese sollten die Aufstände umgehend niederschlagen.

## Ausgangslage
Der Aufstand erzielte mehrere Erfolge und fand Unterstützung in der Bevölkerung. Dadurch hielten es die Tschetnik für vorteilhafter, sich dem Aufstand anzuschließen. Dadurch wollten sie auch weiterhin die Führung im serbischen Widerstand gegen die Besatzer behalten. Am 12. September meldete der deutsche Geheimdienst, dass sich die Tschetnik den Partisanen angeschlossen hätten. Der jugoslawische Politiker Milos Sekulic, als Teil der Exilregierung, berichtete, dass die Tschetniks defensiv blieben und die Partisanen einen offensiven Widerstand leisteten.
Mitte September 1941 gingen auch Tito und sein Partisanenstab von Belgrad in die Republik Užice. Dort waren inzwischen bereits 25 militärische Abteilungen der Partisanen gebildet worden und man war breit für Angriffe gegen die Besatzer. Am 19. September traf sich Tito mit dem Anführer der Tschetniks, Draža Mihailović, um ein Bündnis auszuhandeln. Dies scheiterte jedoch aufgrund der unterschiedlichen Absichten. Während Tito einen großangelegten Angriff bevorzugte, hielt Mihailović einen allgemeinen Aufstand als zu verfrüht und zu gefährlich. Er fürchtete schwere Repressalien durch die Besatzungskräfte, insbesondere der Wehrmacht. Aus diesem Grund beteiligten sich lediglich 3.000 von 10.000 Tschetniks am Aufstand.

## Geiselerschießungen als Gegenmaßnahme
Am 16. September 1941 ordnete Generalfeldmarschall Wilhelm Keitel im verbrecherischen Sühnebefehl an, dass für jeden getöteten deutschen Soldaten 50 bis 100 Geiseln hingerichtet werden sollten. Der deutsche Befehlshaber in Serbien, Franz Böhme, ordnete die ausnahmslose Umsetzung der Weisung von Keitel ohne Milde oder Gnade an. Wenn keine Gefangenen für die Umsetzung der Weisung vorhanden waren, sollten dieses Strafmaßnahmen an der lokalen Zivilbevölkerung vollzogen werden.
Weiterhin erließ Böhme die Weisung, dass im Falle von Angriffen auf ebenfalls ethnisch deutsche Zivilisten, bulgarische Soldaten, Angehörige der Besatzungsbehörden und Mitglieder der kollaborierenden serbischen Verwaltung, ebenso verfahren werden sollte. Jede Form von Aufstand galt als kommunistisch und Serbien als Kriegsgebiet. Aus diesem Grund wurden mehrere Dörfer niedergebrannt.
Als bei einem gemeinsamen Angriff von Partisanen und Tschetniks in Kraljevo zehn deutsche Soldaten getötet wurden, wurden am 20. Oktober 1941 1.700 Zivilisten erschossen. In den drauf folgenden Wochen wurden mehrere tausend Zivilisten als Vergeltung für Angriffe der jugoslawischen Widerstandskämpfer getötet.

## Unternehmen Užice

### Erste Operation

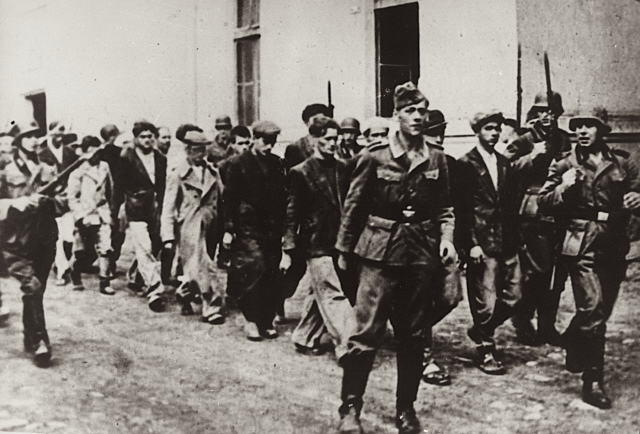
Geiseln werden zur Exekution geführt, Kragujevac, 21. Oktober 1941

Um den Partisanenangriffen ein Ende zu setzten, setzte die Wehrmacht die 113. Infanterie-Division und 342. Infanterie-Division, sowie Teile der 704., 714., 717. und 718. Infanterie-Division ein. Diese Truppen wurden durch das Serbische Freiwilligen-Korps unter dem Kommando von Dimitrije Ljotićs und den Pećanac-Tschetniks unter Kosta Pećanac unterstützt.
Schon bei Beginn des Unternehmens stießen die deutschen Truppen auf starken Widerstand, insbesondere im Raum um die Ortschaften Rudnik und Kraljevo. Zwischen dem 21. und 23. September 1941 töteten die deutschen Truppen in Kragujevac 7.000 Zivilisten als Vergeltung für den Verlust eines Soldaten.
Die eigentliche Offensive der Wehrmacht begann am 29. September 1941 mit einem Angriff der 342. Infanterie-Division auf die Stellungen der Partisanen auf der Straße zwischen Šabac und Loznica. Zeitgleich startete eine zweite Offensive mit dem Namen Unternehmen Višegrad in Bosnien und Herzegowina. Nachdem dort die kroatische Heimwehr den Widerstand der Partisanen und Tschetniks zwischen Rogatica und Višegrad zerschlagen hatte, wurden die dortigen beiden „unabhängigen Staaten“ an den kroatischen Vasallenstaat angegliedert.

### Konflikte innerhalb des Widerstands

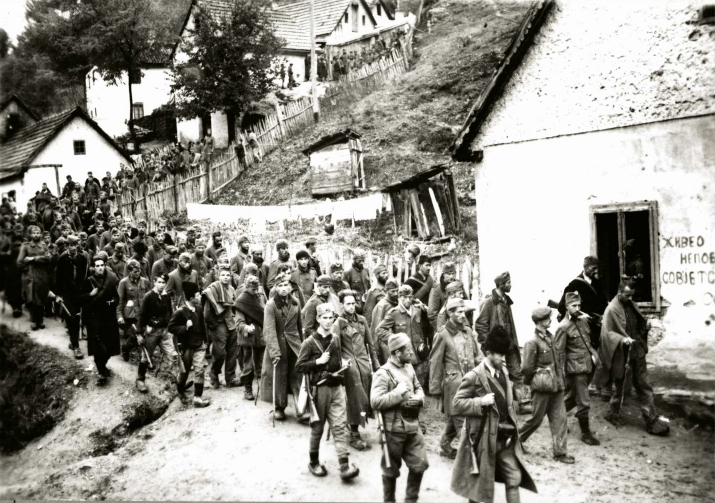
Deutsche Gefangene in Užice

Zu Beginn des Oktober 1941 befanden sich mehrere serbische Städte unter der Kontrolle von Partisanen oder Tschetniks. Obwohl es oft zu Auseinandersetzungen kam, begannen die beiden Gruppierungen zusammenzuarbeiten und führten gemeinsame Aktionen durch. Die Führungsstäbe der beiden Widerstandsgruppen befanden sich in Užice und Požega, nur wenige Kilometer voneinander entfernt. Im Laufe der Zeit kam es zu den ersten ernsthaften Meinungsverschiedenheiten, welche zu mehreren Verstößen der ursprünglichen Vereinbarungen führten. Während die Partisanen weiter gegen die Deutschen vorgehen wollten, die Angriffsstrategie gegen die Deutschen weiter teilten und billigten, gab es unter den Tschetniks mehrere Fraktionen, die die Kämpfe gegen die Deutschen einstellen und gegen die Partisanen kämpfen wollten. Innerhalb der Tschetniks kam es zum Bruch und zwei Gruppen, unter Vlada Zećević und Ratko Martinović, schlossen sich den Partisanen an.
Tito und Mihailović trafen sich am 26. Oktober 1941 in Brajići bei Ravna Gora und unternahmen einen letzten Versuch die Streitigkeiten beizulegen und eine gemeinsame Lösung zu finden. Beide konnten sich nur bei Nebenfragen einigen. Mihailović sprach sich gegen eine gemeinsame Kriegsführung gegen die Deutschen aus, sowie gegen die Bildung gemeinsamer Unterstützungseinheiten und gegen ein kommunistisches, nationales Befreiungskomitee.

### Seitenwechsel der Tschetniks
Bereits am Vorabend der Gespräche hatten zwei Offiziere der Tschetniks, Oberst Branislav Pantić und Hauptmann Nenad Mitrović, den Hauptmann Josef Matl vom Amt Ausland/Abwehr kontaktiert und baten um ein Treffen am 28. Oktober. Beide waren von Mihailović persönlich ermächtigt worden, die deutsche militärische Führung und den serbischen Premierminister Milan Nedić zu kontaktieren, um ihnen ihre Truppen für den Kampf gegen die kommunistischen Partisanen auf serbischem Gebiet anzubieten. Mihailović war der Überzeugung, dass seine Truppen nicht ausreichen würden, um die Zivilbevölkerung vor den zu erwarteten Repressalien der Besatzer zu schützen.
Nach über einem Monat unfruchtbarer Verhandlungen und kleineren Scharmützeln mit den Partisanen starteten einzelne Tschetnik-Verbände am 1. November einen Angriff auf die kommunistischen Partisanen in der Gegend von Užice, der sich am 2. November zu einem Großangriff eines Großteils der gesamten Tschetnik-Streitmacht entwickelte. Zunächst wurden die Tschetniks zurückgeschlagen, da sie die kommunistischen Partisanen unterschätzt hatten und es ihnen an Waffen und Munition mangelte. Der Grund für die ausbleibende Lieferung mit britischen Waffen, welche aufgrund der Streitigkeiten zwischen den beiden Gruppierungen eingestellt worden waren. Die Tschetniks wurden aufgrund mangelnder Disziplin, mangelnder Bewaffnung und den Kämpfen an zwei Fronten stark dezimiert.
In dieser für die Tschetniks ausweglosen Situation, organisierte der Oberst Pantić zusammen mit dem Hauptmann Matl ein neues Treffen zwischen Mihailović und dem Amt Ausland/Abwehr. Am 11. November trafen sich Mihailović und deutsche Abgesandte im Dorf Divci. Die deutschen Vertreter forderten die vollständige Kapitulation der Tschetniks, doch zu einer Einigung kam es nicht.

### Angriff der Achsenmächte

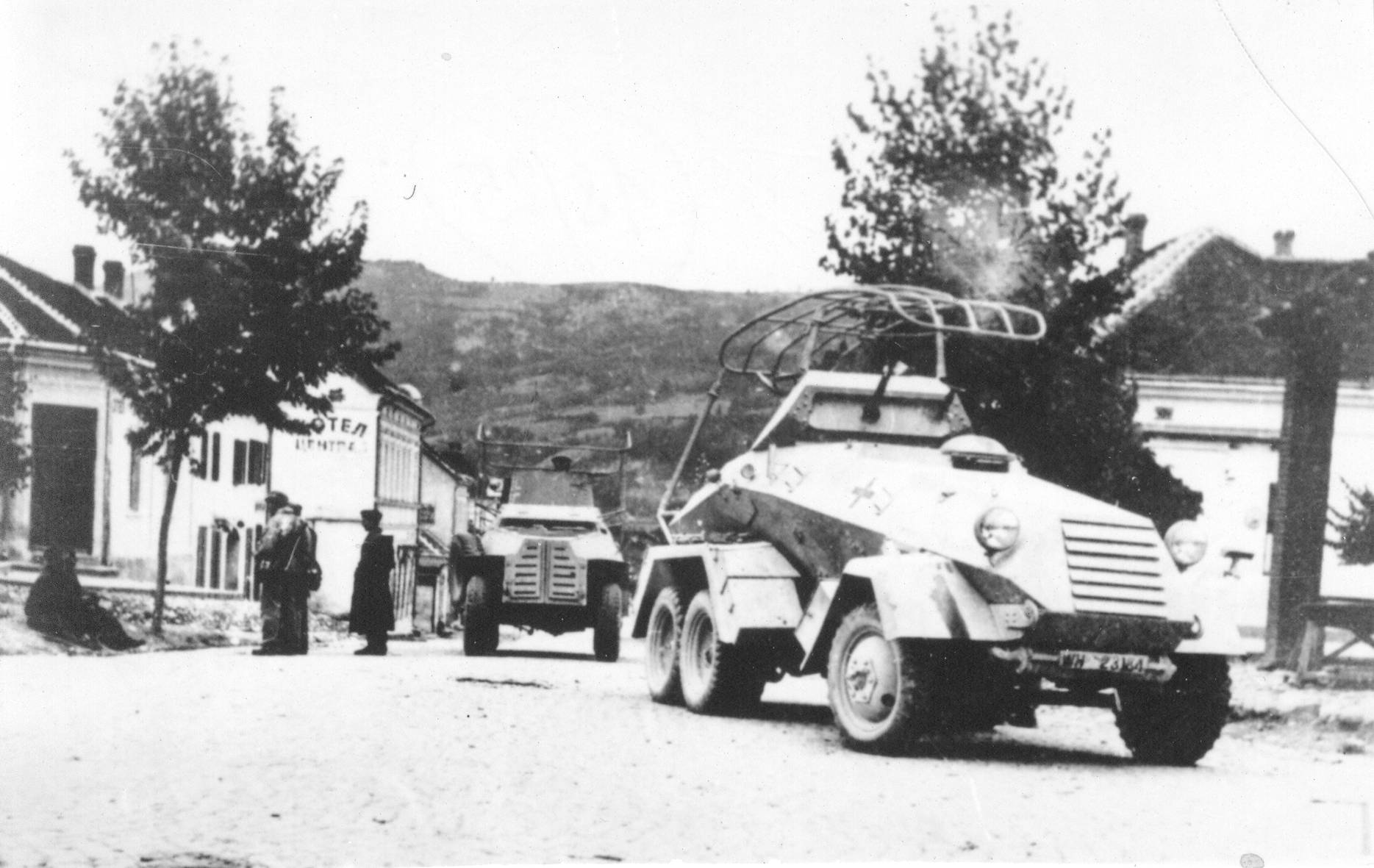
Deutsche Kolonne von Panzerwagen (Sd. Kfz. 232 vorn, erbeuteter Marmon-Herrington hinten) in Bajina Bašta,
28. November 1941

Die deutschen Truppen und deren Verbündete rückten nunmehr von Norden und Osten her auf Užice vor. Angesichts des steigenden Drucks begannen die Partisanen ab der zweiten Novemberhälfte mit dem Rückzug aus dem Gebiet. Am 25. November begann die letzte Phase des Unternehmen Užice, eine deutsche Großoffensive gegen die beiden Partisanengruppen. Tito und Mihailović telefonierten ein letztes Mal und gaben einander ihre Absichten bekannt. Während Tito Widerstand leisten und die Stellungen verteidigen wollte, wollte Mihailović sich mit seinen Truppen zurückziehen. Am 29. November verließen die Partisanen endgültig Užice und das Unternehmen wurde beendet.

## Ergebnis
Am 10. Dezember wurde ein Kopfgeld auf Mihailović ausgesetzt, wobei er sich jedoch einer Gefangennahme entziehen konnte. Aufgrund des hohem Drucks durch die Deutschen und der ständigen Gefahr gefangen genommen zu werden, ließ er den Großteil seiner Truppen ohne Führung zurück und zog sich mit einem kleinen Stab in die Hügel von Ravna Gora zurück.
Durch die deutschen Angriffe erlitten beide Widerstandsgruppierungen schwere Verluste. Einer der Gründe war, dass sich in Titos Partisanen-Truppen viele Bauern ohne militärische Ausbildung oder Erfahrung befanden. Neben Disziplinlosigkeit in beiden Lagern, mangelte es ihnen aber auch an Waffen und Nachschub durch die Alliierten.
Nach dem Rückzug aus Užice flohen die Partisanen in das von italienischen Truppen besetzte Gebiet um Sandžak. Einigen Truppenteilen gelang die Flucht nicht rechtzeitig und diese Gruppen wurden von deutschen Truppen zerschlagen, gefangen genommen oder hingerichtet.

## Erinnerung
1953 wurde in Kragujevac der Šumarice-Gedenkpark auf einer Fläche von 342 ha eingerichtet. In Užice erinnern verschiedene Mahnmale im Kadinjača-Komplex an die Kämpfe um die Republik Užice. Der Komplex wurde nach dem Zerfall Jugoslawiens vernachlässigt und erst ab 2005 renoviert.